# Lifestyle (chaîne de télévision britannique)
Pour les articles homonymes, voir Lifestyle.
Lifestyle était une chaîne de télévision britannique destinée aux femmes et aux enfants. Il appartenait à WH Smith et était diffusé sur le transpondeur 5 du satellite Astra. Les programmes comprenaient des programmes de discussion, des interviews et des films. Le canal a commencé en 1985 et s'est fermé en 1993. Il a été remplacé sur le même transpondeur par VOX.